# Què va passar entre el meu pare i la teva mare?
Què va passar entre el meu pare i la teva mare? (títol original en italià: Avanti!) és una comèdia romàntica americano- italiana escrita, produïda i dirigida per Billy Wilder, estrenada el 1972. Ha estat doblada al català.

## Argument
Wendell Armbruster, Jr. és un President Director general americà que arriba a Itàlia per fer repatriar el cadàver del seu pare, mort en un accident de cotxe. S'assabenta aleshores que el seu pare tenia una amant, morta en l'accident, i s'enamora de la seva filla.

## Repartiment
- Jack Lemmon: Wendell Armbruster, Jr.
- Juliet Mills: Pamela Piggott
- Clive Revill: Carlo Carlucci
- Edward Andrews: J.J. Blodgett
- Gianfranco Barra: Bruno
- Franco Angrisano: Arnold Trotta
- Pippo Franco: Matarazzo
- Franco Acampora: Armando Trotta
- Giselda Castrini: Anna

## Producció
Decebut pels estudis de Hollywood que acaben de mutilar la seva The Private Life of Sherlock Holmes , 1970, Billy Wilder desitja rodar la seva pel·lícula a Europa: 
| « | Hi ha una frase de Renoir sobre la diferència entre els realitzadors «europeus» i els realitzadors « americans », per exemple entre Lubitsch, Wyler, Siodmak, Zinnemann, Sirk i jo d'un costat, i Ford o Hawks de l'altre: a Amèrica, tot camina com sobre rails, mentre les pel·lícules europees impliquen sempre encantadores voltes inesperades. | » |

Billy Wilder i el seu fidel col·laborador I. A. L. Diamond transporta l'obra teatral Avanti!  de Samuel A. Taylor (1968) a les grans pantalles amb el mateix títol, i és la segona adaptació del mateix autor després de Sabrina el 1954.
Les escenes de rodatge han estat completament rodades a Itàlia durant l'estiu de 1972. L'exterior és filmat a la costa amalfitana i a les illes de Capri i d'Ischia, Mentre l'interior es va desenvolupar als estudis Safra Palatinio a Roma, passant per l'Hotel Excelsior Vittorio a Sorrento a la regió de Campània.
Per a la pel·lícula, el compositor italià Carlo Rustichelli va utilitzar els temes de cançons populars a Itàlia, com Un'Ora Sola Ti Vorrei dirigida per Gianfranco Plenizio. La banda original de la pel·lícula va sortir amb Avalanche Records en el mateix any als Estats Units i per United Artists el 1973 a França.

## Premis i nominacions

### Premis
- 1973: Globus d'Or al millor actor musical o còmic per Jack Lemmon

### Nominacions
- 1973: Globus d'Or a la millor pel·lícula musical o còmica
- 1973: Globus d'Or al millor director per Billy Wilder
- 1973: Globus d'Or a la millor actriu musical o còmica per Juliet Mills
- 1973: Globus d'Or al millor actor secundari per Clive Revill
- 1973: Globus d'Or al millor guió per I.A.L. Diamond i Billy Wilder